# アレクサ・ワイルディング

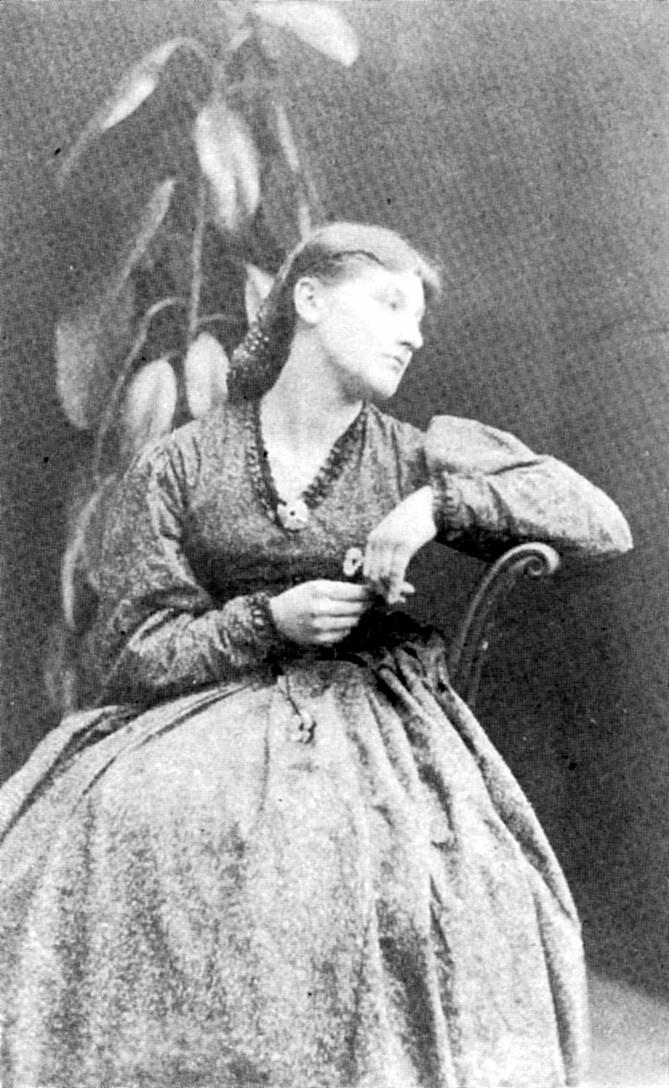
1860年代のワイルディングの写真

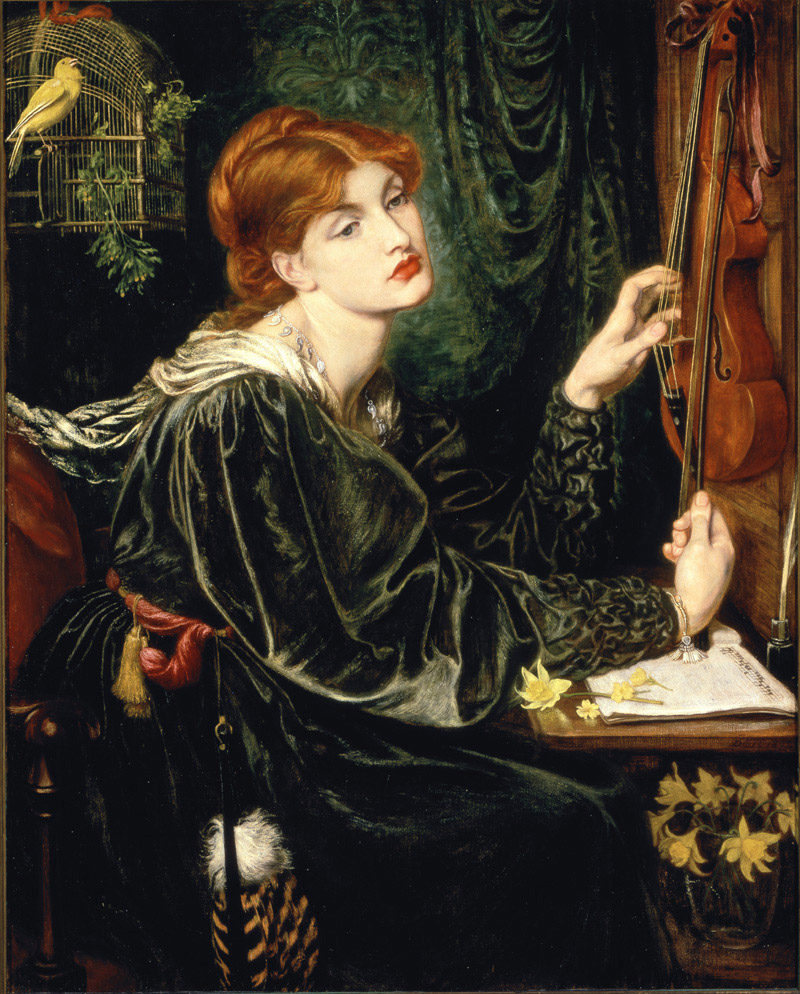
『ヴェロニカ・ヴェロネーゼ』ロセッティ、1872年

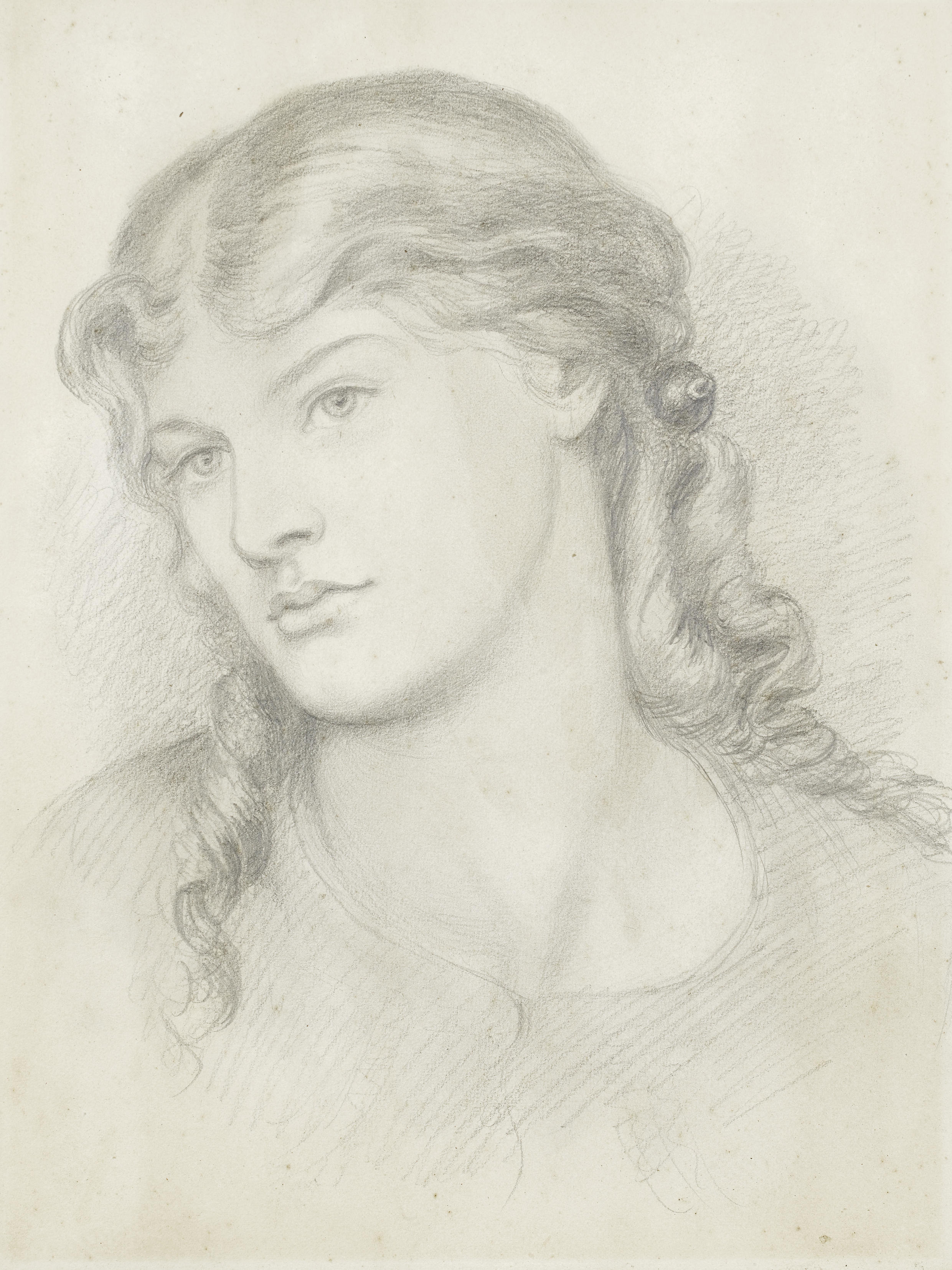
『アレクサ・ワイルディング』ロセッティ、1865年

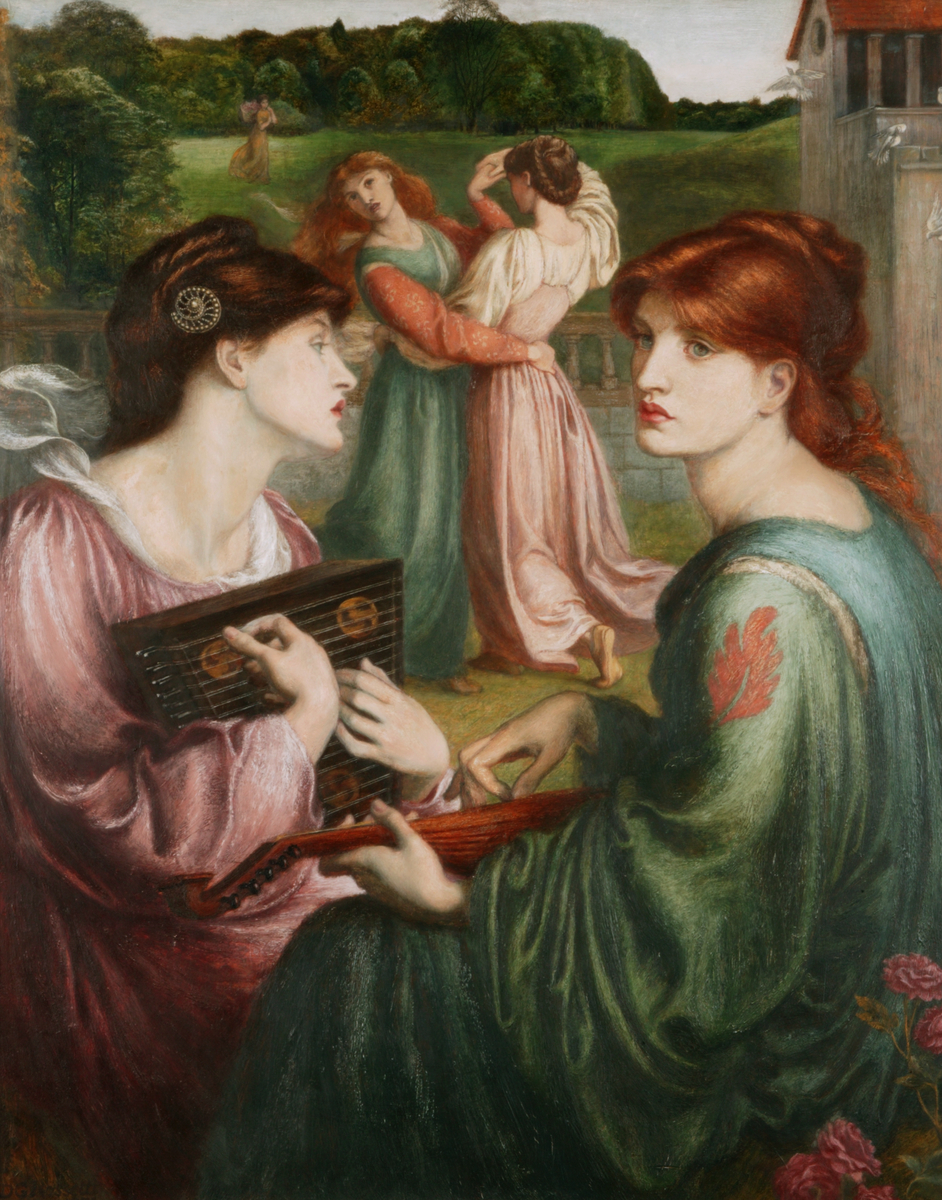
『あずまやのある牧場』ロセッティ、1871–72年、右がワイルディング、左はマリー・スパルタリ・スティルマン

アレクサ・ワイルディング（Alexa Wilding、1847年頃 - 1884年4月25日）は、イギリスの絵画モデル。ラファエル前派の芸術家ダンテ・ゲイブリエル・ロセッティのお気に入りのモデルの1人で、1860年代後半から1870年代の彼の代表作の何作かに登場した。エリザベス・シダル、ジェーン・モリス、ファニー・コーンフォースなど、彼の有名なミューズの誰よりも多く完成作品のモデルを務めた。
ワイルディングについては、頻繁に取り上げられるロセッティの他のモデルであるシダル、モリス、コーンフォースに比べると殆ど知られていない。ロセッティと他のミューズとの関係に対して、ワイルディングとの間にはロマンチックまたは性的な関係が欠如していたことも原因の一つと推測される。

## 来歴

### 生い立ち
労働者階級の家族はイングランドのシュロップシャー州シュルーズベリーの生まれであるが、アレクサ自身（出生名はアリス・ワイルディング）は1847年頃にサリーで一人っ子として生まれた。父親はピアノメーカーで、父親の兄弟は肉屋であった。1861年の国勢調査によると、14歳の頃にはロンドンのニューゲート・マーケット近くのワーウィックレーン23に59歳の祖母、2人の叔父、1人のいとこと一緒に住んでいた。彼女は女性労働者であったが、当時の生活水準は過酷なものではなかったと考えられており、読み書きも出来た。ロセッティと関わるまでは叔母と一緒に暮らし、女優になるという野心を持ちながら裁縫師として働いていた。

### ロセッティとの時代
1865年のある夕刻、ストランドを歩いていた時に初めてロセッティに見出された。彼は直ちに彼女の美しさに感銘を受けた。翌日、絵画『アスペクタ・メドゥーサ』のためにモデルを務める事に同意したが、約束の日程には現れなかった。当時のモデルに対する背徳的な評判に彼女が躊躇した可能性がある。数週間が経ち、ロセッティは自分が考えていた絵のアイデアをあきらめていた。それ故、通りで彼女を再び見つけたとき、この特定のモデルの容姿が重要だと確信した。彼は乗っていたタクシーから飛び降り、彼女を説得してアトリエに直行させた。他の芸術家も彼女を雇うかもしれないと恐れた彼は、専属のモデルとして彼女に毎週給金を支払った。2人は永続的な絆を共にした。1882年にロセッティが亡くなった後、ワイルディングは経済的にはあまり裕福では無かったが、バーチントン＝オン＝シーの彼の墓に花輪を捧げるために旅をしたと言われている。
1881年の国勢調査によると、34歳のワイルディングは、ケンジントンのレッドクリフロード33に、チャールズとネリー・ワイルディングと言う2人の幼い子供と一緒に住んでいた。チャールズ・ジェームズ・アーネスト・ワイルディングは1876年6月23日にハマースミスで生まれ、エレノア（ネリー）・ワイルディングは1877年9月3日に同じくハマースミスで生まれた。彼らの父親は不明である。この時点でアレクサは地主と財産所有者としての地位を占め、労働者階級の女性にとっては相当な業績を挙げていた。ロセッティは1873年以降のダンに宛てた手紙の中で、ワイルディングの住宅事情について不満を語っている。「きっとA.W.は彼女のこの狂った家を処分するでしょう。」

### 死去
アレクサ・ワイルディングのために発行された死亡診断書は、1884年4月25日における37歳での死亡を記録している。死因は6日間に亘る腹膜炎と極度の消耗であった。16ヵ月前には脾臓腫瘍と診断されていた。これは、以前にロセッティが彼女は病気だと感じ、座り続けるのを止めさせていた疾患とも思われる。
彼女は祖母のメアリー・アンと姪のマリーと共にブロンプトン墓地に埋葬されている。死亡診断書には死亡日は4月25日と記載されているが、墓石には1884年4月24日と記載されている。

## ロセッティの芸術において
ロセッティの絵画においてワイルディングのエレガントなルックスと空気のような美しさは、ロセッティの別のモデルである官能的なファニー・コーンフォースとは対照的であった。ワイルディングのより洗練された特徴によって、ロセッティのパトロンであり『レディ・リリス』（1864–1868年）の所有者であるフレデリック・レイランドがオリジナルがあまりにも世俗的であると言った際に、コーンフォースの頭部は塗り潰されてワイルディングに置き換えられた。同様に、元々は身長6フィート近い料理人をモデルとした絵画、『魔性のヴィーナス』（1864-68年）は、1868年1月にワイルディングの顔で塗り直された。ロセッティは彼女の多様な特質が、たとえば『シビラ・パルミフェラ』のような美徳と、以前はコーンフォースのために予定されていた悪徳の双方の役割に十分な汎用性を有していると考えていたと推測される。
ワイルディングの表現能力については同時代の人々でも意見が異なる。ロセッティの助手であるヘンリー・トレフリー・ダンは、彼女について「...表現の多様性は乏しい。彼女はスフィンクスのように座り、質問されるのを待っていて、いつも漠然とした返事を返した...しかし、彼女は一見平淡な外面の中に深い愛情を持っていた。」と述べている。一方でロセッティの弟であるウィリアム・マイケル・ロセッティは、彼女を「多彩な表現ができる」と見なしていた。 ダンはワイルディングを「すべての特徴が美しく成形され、彼の構想に見事に合致した静かで柔和で神秘的な安らぎに満ちた美しい顔をしている...彼は彼女の美しい顔と金褐色の髪に打たれた。彼が長年求めていた非常に好みの顔だった。」と語った。
ワイルディングの特徴はロセッティの絵画から簡単に見い出すことができる。赤い髪、長い首、完璧なキューピッドの弓の唇、そしてエリザベス・シダルの有名な広いまぶたと比較するとやや柔らかい目。しかし『祝福されし乙女』では、ロセッティが亡くなった妻の目で描いたためにワイルディングの特徴はあまり識別できない。さらにワイルディングをモデルとしたロセッティの2点の絵画『レジーナ・コルディウム』、『聖杯の乙女』は最初のモデルである亡妻シダルに似ている。彼の親友で美術評論家のフレデリック・ジョージ・スティーブンスによると「彼が彼女を描いた作品は描写が多様であったが、正確に似ているとは思えなかった。」

## ワイルディングを描いた作品
ロセッティの絵画
- 『モンナ・ヴァンナ（英語版）』（1866年）
- 『レジーナ・コルディウム』1866年）; 彼の妻であるエリザベス・シダルをモデルにした1860年の『Regina Cordium』の再考
- 『シビラ・パルミフェラ』（1866–1870年）
- 『魔性のヴィーナス（英語版）』（修正1867-1868年; オリジナルは1864–1866年）、売れなかったのでワイルディングの顔で塗り直した。もともと彼が通りで見つけた「非常に大きな若い女性、ほとんど巨人」である料理人をモデルにしていた[10]。
- 『ベアトリーチェの死とダンテの夢（英語版）』（1871年）、左端。
- 『あずまやのある牧場』（1871–1872年）、右側。
- 『ヴェロニカ・ヴェロネーゼ（英語版）』（1872年）
- 『レディ・リリス（英語版）』（修正1872-1873年; オリジナルは1864–1868年）、元々はファニー・コーンフォースをモデルに描かれたが（参照: 水彩によるコピー)、顔をワイルディングに取り替えた。
- 『ラ・ギルランダータ（英語版）』（1873年）
- 『愛しい人』（修正1873年; オリジナルは1863年）、もともとマリー・フォードをモデルにしていたが、修正の際にワイルディングに置き替えられたと考えられている。
- 『聖杯の乙女』（1874年）
- 『ローマの未亡人（英語版）』（1874年）
- 『ラ・ベッラ・マーノ』（1875年）
- 『海の呪文（英語版）』（1875-1877年）
- 『祝福されし乙女』（1875–1878年）

ロセッティの素描
- 『アレクサ・ワイルディングの肖像』（1865年）
- 『シビラ・パルミフェラ（習作）』（1866年頃）
- 『アスペクタ・メドゥーサ』（1867年頃）
- 『マグダラのマリア』（1867年）
- 『ローザ・トリプレックス』（1867年）、中央。
- 『魔性のヴィーナス（習作）』（1867-68年）
- 『ラ・ピア・デ・トロメイ（習作）』（1868年）
- 『ダンテの夢（習作）のワイルディング』（1870年）
- 『ダンテの夢のワイルディング頭部の習作』（1870年）
- 『レディ・リリス頭部の習作』（1872年）
- 『アレクサ・ワイルディング』（1874年）
- 『ラ・ベッラ・マーノ（習作）』（1875年）
- 『アレクサ・ワイルディング』（1879年）